# Paracallisoma spinipoda
Paracallisoma spinipoda is een vlokreeftensoort uit de familie van de Scopelocheiridae. De wetenschappelijke naam van de soort is voor het eerst geldig gepubliceerd in 2003 door Hendrycks & Conlan.